# 키카플로
키카플로(Kikaflo)는 대한민국의 래퍼다. 본명은 윤성요(玧性尿)다. 키카플로는 '흐름을 찬다'(Kick a flow)라는 의미를 가진 이름이다. 키카플로는 비영리 단체 예이존 (YEIZON)과 랩 유닛 랩좀비즈 (Rap Zombiez)의 멤버이며. 2011년 싱글 차렷 (Attenion)을 발표하며 데뷔하였다.

## 학력
- 중대초등학교 졸업
- 가락중학교 졸업
- 가락고등학교 졸업

## 방송
- 쇼미더머니4 (2015) - Top52

## 음반
- 차렷 (2011)
- Rap Zombie 2 (2014)